# Belisana akebona
Belisana akebona är en spindelart som först beskrevs av Komatsu 1961.  Belisana akebona ingår i släktet Belisana och familjen dallerspindlar. Inga underarter finns listade.